# Cima Piazzi
La Cima Piazzi es un pico de montaña situado en Lombardia, Italia, y en la frontera con Suiza.
Forma parte de los llamados Alpes de Livigno, dentro de la cordillera de los Alpes, y su punto más alto se encuentra a 3440 metros sobre el nivel del mar, teniendo una prominencia de 1212 metros.

## Topónimo
Parece que su nombre deriva del de una familia de Valtellina que tenía derechos de pastoreo en los prados de las laderas de la montaña. A pesar de esto, en un pergamino de 1547, conservado en el archivo municipal de Grosio, la cumbre está indicada con el nombre de Corno di Pozi.